# Julius Klinger
Pour les articles homonymes, voir Klinger.
Julius Klinger, né le 22 mai 1876 à Dornbach, et mort en déportation près de Minsk en 1942, est un peintre, dessinateur, affichiste lithographe et illustrateur autrichien.

## Biographie
Diplômé de l'École d'art et de la technique (Technologische Gewerbemuseum) de Vienne, Julius Klinger commence à dessiner en 1895 pour le magazine Wiener Mode, où il croise Koloman Moser qui plus tard deviendra son professeur.
En 1896, il s'installe à Munich et collabore à des hebdomadaires comme Meggendorfer Blätter et Jugend, l'un des magazines qui porta l'Art nouveau en Europe.
En 1898, il part pour Berlin, où il travailla jusqu'en 1915, essentiellement en tant qu'affichiste, graphiste et illustrateur de livres.
La renommée internationale lui est acquise quand il invente, avec l'imprimeur Hollerbaum und Schmidt, un nouveau format d'affiche, le 4 × 3 (4 × 3 m, soit 12 m2 de surface).
Ses illustrations sont publiées dans des journaux humoristiques berlinois, dont Lustige Blätter. Plus tard, il contribua dans son pays au renouveau de l'art du livre illustré au même titre que Carl Otto Czeschka, Karl Moser, Heinrich Lefler, Gustav Klimt ou Franz von Stuck. On lui doit aussi une suite de gravures érotiques en grand format (21 × 33 cm) pour le Sodome de John Wilmot.
En 1918-1819, à Vienne, il orchestra une campagne publicitaire pour la marque de papier à cigarette Tabu, concevant aussi bien les encarts publicitaires, les panneaux muraux, que les affiches.
Durant les années 1920, il est perçu comme l'un des maîtres du Groupe de Vienne, et en 1928, la General Motors le convoque aux États-Unis pour une série d'affiches. Après 1933, du fait de ses origines juives, son champ d'activités se réduit à l'Autriche, mais Klinger décide de rester en Europe.
En 1938, avec l'Anschluss, les persécutions nazies le rattrapent : il est déporté vers Minsk aux alentours de juin 1942.
Avec Lucian Bernhard, il est l'un des affichistes les plus influents du début du XXe siècle : son œuvre commence à peine d'être redécouverte (Musées d'État de Berlin, 1999).

## Œuvre

Quelques affiches de Julius Klinger
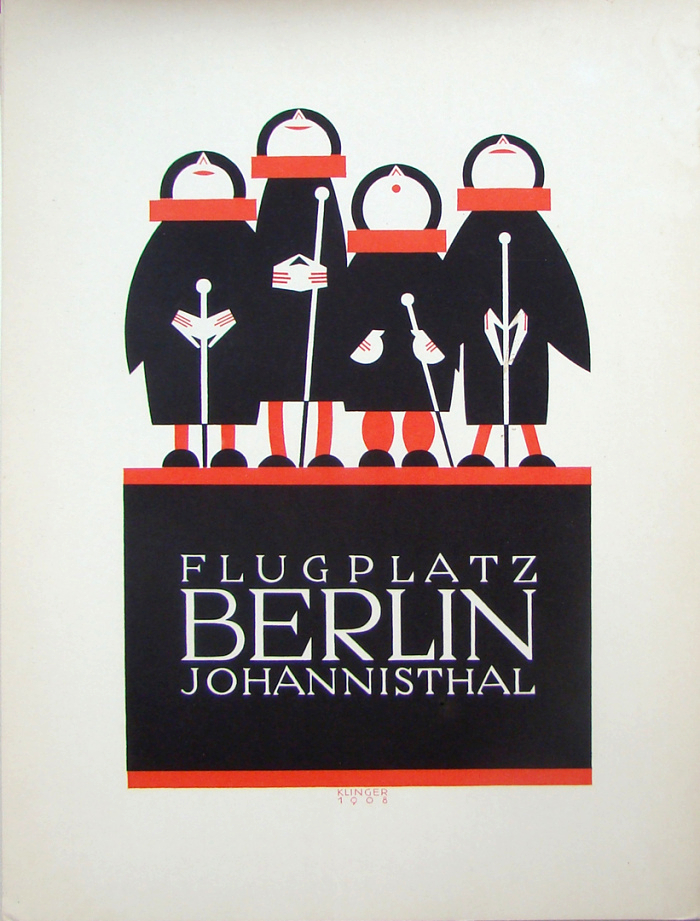
Aéroport Johannisthal de Berlin (1908).
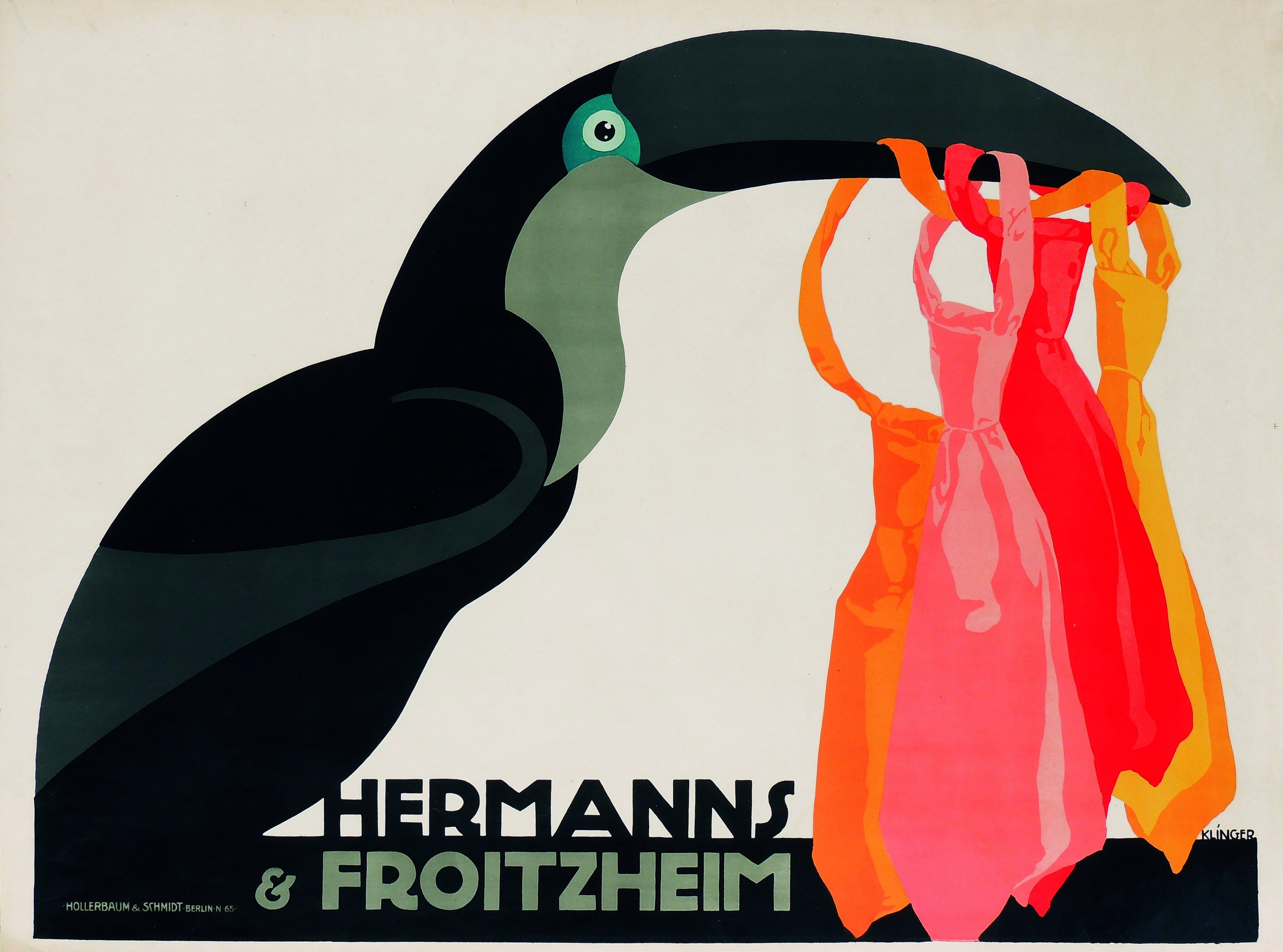
Cravates Hermanns & Froitzheim (1911).
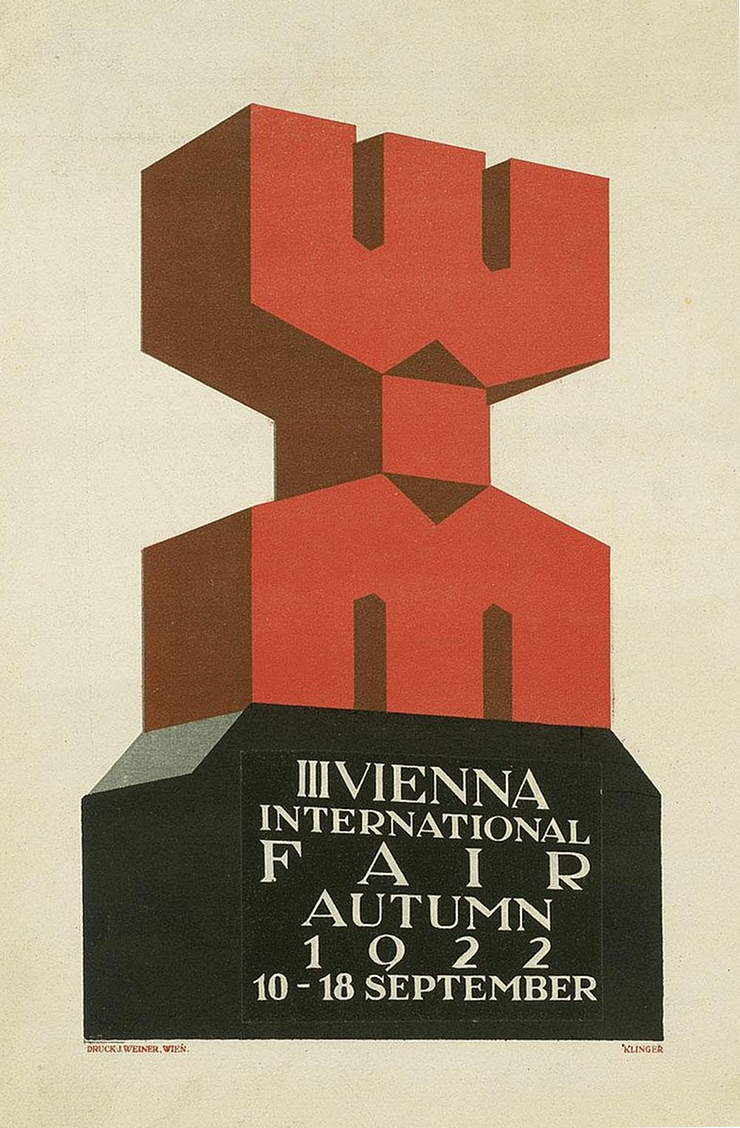
Foire de Vienne (1922).
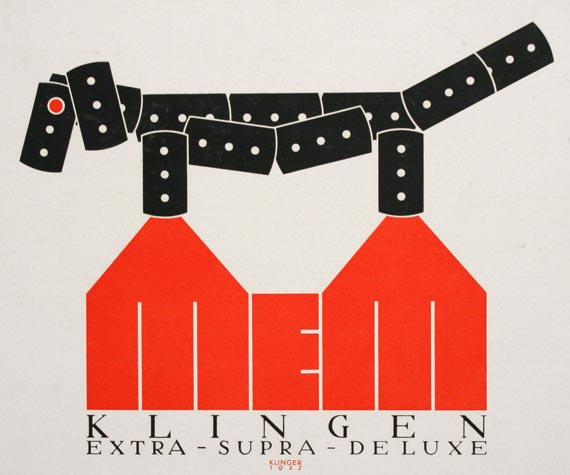
Lame de rasoir du viennois M. E. Mayer (1922).

### Monographie critique
- (de) Anita Kühnel, Julius Klinger. Bilderheft der Staatlichen Museen zu Berlin, Berlin, Gebr. Mann Verlag, 1999  (ISBN 3-7861-1752-7).